# Eupithecia aliena
Eupithecia aliena är en fjärilsart som beskrevs av András Vojnits 1982. Eupithecia aliena ingår i släktet Eupithecia och familjen mätare. Inga underarter finns listade i Catalogue of Life.